# SKE48のなるほどトレイン 〜リニア・鉄道館へ行こう!〜
『SKE48のなるほどトレイン 〜リニア・鉄道館へ行こう!〜』（エスケーイーフォーティーエイトのなるほどトレイン リニアてつどうかんへいこう）は、2015年7月3日から9月25日までテレビ愛知で放送されていた鉄道情報番組。放送時間は毎週金曜 20:54 - 21:00 (JST) 。

## 概要
SKE48のメンバーがリニア・鉄道館を舞台に、鉄道に関する豆知識や秘密を紹介するミニ番組。東海旅客鉄道（JR東海）の一社提供で放送されていたが、冒頭と最後の提供読みは行われなかった。

## 出演者
- SKE48
  - 北川綾巴・木本花音（7月度）
  - 神門沙樹・柴田阿弥（8月度）
  - 大矢真那・江籠裕奈（9月度）
- 相澤伸郎（ナレーター - テレビ愛知アナウンサー）

## 放送日程
| 回 | 放送日        | 放送内容             | 放送内容                                                        |
| -- | ------------- | -------------------- | --------------------------------------------------------------- |
| 1  | 2015年 7月3日 | 0系新幹線            | 0系新幹線の設備                                                 |
| 2  | 7月10日       | 車輪の形             | 鉄道がスムーズに走るための秘密                                  |
| 3  | 7月17日       | 先頭車両の変遷       | 東海道新幹線の先頭車両の「顔」の移り変わり                      |
| 4  | 7月24日       | 1435の謎             | 新幹線のより速くより安全に走るための秘密                        |
| 5  | 7月31日       | 大正〜昭和の○○電車   | 大正から昭和にかけて走っていたモハ1形式電車の車体に隠された秘密 |
| 6  | 8月7日        | 新幹線運転体験       | 本物と同じつくりの運転シミュレータで運転体験                    |
| 7  | 8月14日       | 食堂車の始まり       | 東海道山陽新幹線にかつて連結されていた食堂車の始まりや変遷      |
| 8  | 8月21日       | ドクターイエロー     | 東海道新幹線を走る黄色い車両の秘密                              |
| 9  | 8月28日       | 超電導リニア体験     | 「超電導リニア」の乗り心地を体験                                |
| 10 | 9月4日        | 新幹線の座席の変遷   | 新幹線の座席の変遷を紹介                                        |
| 11 | 9月11日       | 車掌体験             | 模型車両のシミュレータを使った車掌体験                          |
| 12 | 9月18日       | 蒸気機関車 C62の記録 | C62形式蒸気機関車の世界記録                                     |
| 13 | 9月25日       | 鉄道ジオラマ         | 新幹線の始発前に走る謎の車両                                    |